# Dexter Nai
Andrés Alonso Sánchez, conhecido artisticamente como Dexter Nai (Bogotá, 29 de agosto de 2006), é um escritor e roteirista colombiano, reconhecido pelo seu filme de 2023 This is Colombia HPTA!, com o qual estreou no cinema colombiano.

## Vida
Nascido em Bogotá, ele demonstrou inclinação para a leitura desde a infância, atividade que o levou a desenvolver um interesse precoce pela escrita narrativa. Durante sua adolescência, escreveu inúmeros contos, alguns dos quais circulavam em ambientes escolares e comunitários, embora sem publicação formal.
Em 2021, aos 15 anos, escreveu o roteiro do curta-metragem *En el cielo nos encontraremos* (No Céu Nos Encontraremos), uma história dramática centrada em temas de perda e reencontro. Este projeto marcou seu primeiro exercício de roteiro com estrutura cinematográfica, embora tenha sido realizado de forma independente e com recursos limitados.
Quatro anos depois, em 2023, colaborou no roteiro do longa-metragem *This is Colombia HPTA!*, uma produção que abordava aspectos da vida urbana colombiana a partir de um olhar crítico e juvenil. Sua participação neste projeto o posicionou como um dos mais jovens roteiristas a ser creditado em uma produção dessa magnitude no país.
Seu trabalho é caracterizado por uma narrativa introspectiva e pelo uso de recursos visuais simples que priorizam o desenvolvimento emocional dos personagens. Até o momento, sua carreira tem sido vinculada a projetos de baixo orçamento, o que condicionou uma abordagem criativa com ênfase na escrita como ponto central da produção audiovisual.

## Filmografia
- 2025 – Johanne Sacreblu (editor) [4]
- 2024 – Um casamento perfeito (roteirista)
- 2023 – This is Colombia HPTA! (roteirista) [5]
- 2021 – En el cielo nos encontraremos (No Céu Nos Encontraremos) (roteirista)